# Kevin Machtelinck
Kévin Machtelinck, né le 9 avril 1995, est un joueur de dames français, maître international et champion de France senior 2017, 2019 et 2021. Il est par ailleurs le joueur français le plus titré dans les catégories jeunes.
Licencié actuellement au club de jeu de dames de Wattrelos, ses débuts ont été réalisés au club de Lille où il commença la pratique du jeu de dames dès l'âge de quatre ans.
Il joue dans le championnat interclubs des Pays-Bas dans l'équipe de Dammend Tilburg.

## Palmarès
- Champion de France senior 2017, 2019[6] et 2021[7].
- Champion d’Europe Cadet en 2010 à Mińsk Mazowiecki[8].
- Participation au championnat du monde senior 2021 à Tallin[9].
- 11 fois champion de France chez les jeunes (2 fois poussin, 2 fois benjamin, 2 fois minime, 2 fois cadet, 3 fois junior)[10],[11],[12],[13],[14],[15].
- Champion de France Semi rapide 2015 et 2016[16].
- Champion d’Europe Blitz des moins de vingt ans en 2012 et 2013[17],[18].
- 3e au championnat du monde junior blitz en 2014[19].
- 1er à l'Open de Parthenay 2014[20].
- Second à l'open d'Heerhugowaard 2015[21].
- Champion de France blitz en ligne 2020[22].
- 2e meilleur performeur aux interclubs Pays-Bas 2019.
- Champion d'Europe 2021 des moins de 27 ans en blitz et en partie rapide[23].
- Troisième aux Championnats d’Europe par équipes en 2021 avec Arnaud Cordier et Fidèle Nimbi[24].